# Barbara Foxley
Pour les articles homonymes, voir Foxley.
Barbara Foxley (20 août 1860 - 26 août 1958) est une universitaire britannique, professeure de sciences de l'éducation à l'université de Cardiff et militante en faveur du droit de vote des femmes. Elle est notamment l'auteure d'une traduction en anglais de L'Émile en 1911.

## Biographie
Barbara Foxley naît à Market Weighton dans le Yorkshire de l'Est, où son père, Joseph Foxley, est pasteur anglican. Sa mère est Lucy Allen. Barbara est éduquée à domicile, puis elle poursuit ses études secondaires à Manchester et Londres. Elle s'inscrit au Newnham College de l'université de Cambridge, où elle obtient une mention bien aux tripos d'histoire, et un certificat d'enseignement. L'université de Cambridge ne décerne pas à l'époque de diplômes aux femmes, et elle obtient une maîtrise ad eundem du Trinity College de Dublin, comme d'autres Steamboat ladies, et ne reçoit un diplôme de l'université de Cambridge qu'en 1949, après la décision de l'université de décerner des diplômes aux femmes en 1948.
Elle devient enseignante dans le sud du pays de Galles. Elle dirige une école locale de Dewsbury, dans le Yorkshire de l'Ouest, à partir de 1865, avant de prendre la direction de la Queen Mary's High School (en) de Walsall. Elle est nommée enseignante de méthodologie à l'université Victoria de Manchester puis, en 1911, elle obtient un poste d'enseignement à l'université de Cardiff. Elle publie en 1911 une traduction en anglais de L'Émile de Jean-Jacques Rousseau. En 1915, elle est nommée professeure, titulaire de la chaire de sciences de l'éducation, poste auquel elle succède à Millicent Mackenzie. Elle prend sa retraite académique en 1925.

## Activités suffragistes et politiques
Barbara Foxley est une suffragiste engagée. Elle est membre du comité exécutif de la Cardiff and District Women's Suffrage Society, société  affiliée à la National Union of Women's Suffrage Societies (NUWSS), deuxième plus important groupe régional du NUWSS. Elle est membre du comité exécutif dirigé par Mary Collin (en). En 1918, l'interdiction du droit de vote des femmes au Royaume-Uni est assoupli, et les femmes peuvent voter sous certaines conditions. Barbara Foxley est membre du comité exécutif de la société National Union of Societies for Equal Citizenship, nouvel intitulé de la NUWSS. 
Elle est candidate du parti libéral lors d'une élection partielle du conseil municipal de Cardiff en 1924 et elle est élue contre un candidat travailliste. Au sein du conseil municipal, elle suit les questions d'éducation, de logement et de femmes. Elle est unitarienne, engagée dans l'Église unitarienne de Cardiff. 
Barbara Foxley prend sa retraite à Cardiff, puis lorsque sa santé décline, elle rejoint une maison de santé de la station balnéaire de Llandrindod Wells, où elle meurt le 26 août 1958.

## Publications
- L'Émile, 1911[2].